# Новозареченск
Новозареченск (тат. Яңа Зареченский) — посёлок в Бавлинском районе Татарстана, входит в состав Новозареченского сельского поселения.

## География
Посёлок расположен на реке Кандыз, в 35 км к юго-востоку от г. Бавлы.

## История
Посёлок Новозареченск основан в 1910-х гг. как посёлок Лубашевский, с 1931 г. посёлок совхоза № 204 (позднее — "Бавлинский"), с 1993 г. современное название. 
Со времени основания в Поповской волости Самарского уезда Самарской губернии. С 1920 года в составе Бугульминского кантона ТАССР. С 10.8.1930 г. в Бавлинском, с 1.2.1963 г. в Бугульминском, с 12.1.1965 г. в Бавлинском районах. Ныне центр Новозареченского сельского поселения.

## Социальная инфраструктура
В 1934 г. в посёлке открыта семилетняя школа, в 1964 г. преобразована в восьмилетнюю, в 1968 г. — в [уточнить](в 1976 г. построено новое здание), в 2016 г. — в неполную среднюю. С 2015 г. при школе работает музей национальной культуры. Действуют дом культуры (с 1973 г.), библиотека, врачебная амбулатория (с 1971 г.). Жители занимаются полеводством, молочным скотоводством.

## Население
| 1920 | 1926 | 1938 | 1958 | 1970 | 1979 | 1989 | 2002 | 2010 | 2015               |
| ---- | ---- | ---- | ---- | ---- | ---- | ---- | ---- | ---- | ------------------ |
| 142  | 181  | 341  | 1421 | 901  | 768  | 717  | 655  | 647  | 614 (татары - 64%) |